# Matrona
Matrona ("matron", latin: mātrōna, "husfru", plur. mātrōnae) betydde hos romarna en gift kvinna, mest av stånd, ärbar fru, med avseende på den ställning hon intog i umgängeslivet och den aktning man var henne skyldig. Endast en matrona hade i Rom rätt att bära stola, den långa fotsida tunikan med en under gördeln anbragt, ned till fötterna löpande instita (garnering, bård).
Med termen matrona ("matron") menade man även den kvinnliga motsvarigheten till en patronus ("patron", latin: patrōnus, plur. patrōnī).
I svenskt språkbruk betecknar ordet en fetlagd gift kvinna av mogen ålder.